# Mauro Giuliani
Mauro Sergio Giuseppe Pantaleo Giuliani (Bisceglie, 27 de julho de 1781 - Nápoles, 8 de maio de 1829) foi um violoncelista, violonista e compositor italiano. É considerado como um dos virtuosos da guitarra solo do começo do século XIX.

## Biografia
Embora tenha nascido em Bisceglie, o centro de estudos de Giuliani foi em Barletta, para onde se mudou com seu irmão Nicola, nos primeiros anos de vida. Sua primeira formação instrumental foi no violoncelo, um instrumento que ele nunca abandonou completamente, e provavelmente também estudou o violino. Posteriormente dedicou-se ao violão, tornando-se um artista muito hábil num curto espaço de tempo. Os nomes dos seus professores são desconhecidos, e não podemos ter certeza de suas andanças pela Itália.
Casou-se com Maria Giuseppe del Monaco, e eles tiveram um filho, Michael, nascido em Barletta, em 1801. Instalou-se, provavelmente, em Bolonha e Trieste, até ao verão de 1806. Na Itália estudou violoncelo, contraponto e violão. Mudou-se para Viena sem a família, onde começou um relacionamento com Fräulein Willmuth, com quem teve uma filha, Maria, em 1807.
Giuliani definiu um novo papel para o violão no contexto da música europeia. Ele estava familiarizado com os valores mais elevados da sociedade austríaca e com notáveis compositores como Rossini e Beethoven; e colaborou com os melhores músicos de concerto em Viena. Em 1815 apareceu com Johann Nepomuk Hummel (seguidos mais tarde por Ignaz Moscheles), o violinista Joseph Mayseder e o violoncelista Joseph Merk, em uma série de concertos de câmara no jardim botânico do Palácio de Schönbrunn, shows que eram chamados de "Dukaten concerte", cujo preço do ingresso era de um ducado. Essa exibição deu destaque a Giuliani no ambiente musical da cidade. Também em 1815, ele foi o artista de concertos oficiais para as celebrações do Congresso de Viena. Dois anos antes, em 8 de dezembro de 1813, ele tinha tocado (provavelmente violoncelo) em uma orquestra para a primeira apresentação da Sétima Sinfonia de Beethoven.
Em Viena, Giuliani tinha pequeno sucesso como compositor. Ele trabalhou principalmente com o editor Artaria, que publicou a grande parte de suas obras para violão, mas ele tinha relações com todos os outros editores locais, que espalharam a sua obra por toda a Europa. Ele desenvolveu uma reputação de ensino, bem como, entre os seus numerosos alunos foram Bobrowicz e Horetzky. Em 1819, Giuliani deixou Viena, principalmente por motivos financeiros: os seus bens e contas bancárias foram confiscadas para pagar seus devedores. Ele voltou para a Itália, passando um tempo em Trieste e Veneza, e finalmente fixando-se em Roma. Ele trouxe consigo sua filha Emília, que havia nascido em 1813. Ela foi educada no convento L'adorazione del Gesù (1821-1826), juntamente com a filha ilegítima Giuliani Maria. Em Roma, ele não obteve muito sucesso; publicou algumas composições e deu um único concerto.
Em julho de 1823 iniciou uma série de frequentes viagens a Nápoles para ficar com seu pai, que estava muito doente. Na cidade Bourbon de Nápoles Giuliani poderia encontrar uma melhor recepção para a sua arte violonística, e foi capaz de publicar outras obras para violão com as editoras locais. Em 1826 atuou em Portici antes de Francesco I e o tribunal Bourbon. Neste tempo, o que poderíamos chamar de a fase napolitana de Giuliani, ele apareceu com frequência em dueto com sua filha Emília, que se tornou uma artista especializada no violão. No final de 1827, músico começou a apresentar problemas de saúde; Mauro Giuliani morreu em Nápoles em 8 de maio de 1829. A notícia de sua morte, causou comoção no meio musical napolitano.

## Citações
| “ | "A expressividade de Giuliani e o timbre retirado de seu violão foram surpreendentes; um crítico competente disse: "Ele vocaliza seus adágios em um nível impossível de ser imaginado por aqueles que nunca ouviram falar dele, (...) de forma séria e patética, uma descrição que o torna uma característica natural do instrumento. Em uma palavra, ele fez o instrumento cantar."" Philip James Bone, A guitarra e bandolim, 1914 (página 127) | ” |

## Livros sobre Mauro Giuliani
- Nicola Giuliani: Mauro Giuliani, Ascesa e declino del virtuoso della chitarra (Guitar virtuoso: his hearly life and final decline) 2005, ISBN 8887618062
- Nicola Giuliani: La sesta corda. Vita narrata di Mauro Giuliani, Bari, Levante, 2008 ("La Puglia nei documenti", 12). ISBN 9788879494953
- Thomas F Heck: Mauro Giuliani : virtuoso guitarist and composer. Publisher: Columbus : Editions Orphée, 1995. (English) ISBN 0-936186-87-9 OCLC 32394767 / Publisher: New Haven, 1970. OCLC: 125002
- Nicola Giuliani: Omaggio a Mauro Giuliani : l'Orfeo della Puglia Type: Italian : Book Book Publisher: [S.l. : s.n.], 1999. OCLC: 45035045
- Marco Riboni: Mauro Giuliani (1782-1829) : profilo biografico-critico ed analisi delle trascrizioni per chitarra Type: Italian : Book Book : Thesis/dissertation/manuscript Publisher: Anno accademico 1990-1991. OCLC: 32930581
- Marco Riboni: Mauro Giuliani (1781–1829) : profilo biografico-critico ed analisi delle trascrizioni per chitarra Type: English : Book Book Publisher: [S.l. : s.n.], 1992. OCLC: 69237592
- Brian Jeffery: Introduction and indexes Type: English : Book Book Publisher: London : Tecla Editions, ©1988. OCLC: 24958769
- Filippo E Araniti: Nuove acquisizioni sull'opera e sulla vita di Mauro Giuliani : gli anni del soggiorno napoletano (1824–1829)  Type: Italian : Book Book Publisher: Barletta-Trani : Regione Puglia-Assessorato Pubblica Istruzione, 1993. OCLC: 42716282
- Thomas Fitzsimons Heck: The birth of the classic guitar and its cultivation in Vienna, reflected in the career and compositions of Mauro Giuliani (d.1829) ; Thematic catalogue of the complete works of Mauro Giuliani.Type: English : Book Book Publisher: New Haven, Conn. : Yale University, 1970. OCLC: 53726031
- Brian Jeffery: Introductions and indexes by Mauro Giuliani. Type: English : Book Book.Publisher: Penderyn, South Wales : Tecla Editions, ©1988. OCLC: 52613698
- Antonio Lasada: The butterfly, op. 30 by Mauro Giuliani. Type: English : Book Book. Publisher: Sydney : J. Albert & Son, 1976. ISBN 0-909700-90-7 OCLC: 27600649
- Thomas Fitz / Simons Heck: The birth of the classic guitar and its cultivation in Vienna reflected in the career and compositions of Mauro Giuliani (d. 1829) Type: English : Book Book. Publisher: [S.l. : s.n.], 1970. OCLC: 65932060
- Eduardo Caliendo: Metodo per chitarra by Mauro Giuliani. Type: Italian : Book Book. Publisher: Ancona ; Milano : Edizioni musicali Bèrben, [1978], ©1964.OCLC: 23479377
- Mauro Giuliani: 25 etudes [Múscia]. Type: Spanish : Book Book.Publisher: Japon : Zen-On music, [19--]. OCLC: 70134885
- Gaspare Spontini;  Mauro Giuliani;  Brian Jeffery;  Wolfgang Amadeus Mozart;  Vincenzo Bellini: Three operatic overtures arranged for two guitars : Spontini's La Vestale, Mozart's La Clemenza di Tito, and Bellini's Il Pirata : Wo0, 2G-1, 2, 4. Type: English : Book Book. Publisher: London : Tecla Editions, ©1986. ISBN 0-906953-83-9 OCLC: 38002311
- Tomasina Soto Michel: Survey of program music in early romantic guitarists, 1800-1850. Type: English : Book Book : Thesis/dissertation/manuscript Publisher: 1994. OCLC: 30986316
- Joseph Zuth: 24 [i.e. Vierundzwanzig] Studien für Gitarre, op. 100 by Mauro Giuliani; Type: German : Book Book Publisher: Mainz : B. Schott's Söhne ; New York : Schott Music Corp., 1929. OCLC: 41699112
- Joseph J Gonzales;  Johann Sebastian Bach: Recital document. Type: English : Book Book : Thesis/dissertation/manuscript. Publisher: 1995. OCLC: 33850916
- Hans Ritter: 24 [i.e. Vierundzwanzig] Etüden für Gitarre, op. 48 by Mauro Giuliani; Type: German : Book Book Publisher: Mainz : B. Schott's Söhne ; New York : Schott Music Corp., [19--] OCLC: 41699167
- Ludwig van Beethoven: Beethoven-Festnummer der Oesterreichischen Gitarre-Zeitschrift Type: German : Book Book Publisher: Wien : Kunstdruckerie Frisch & Co., 1927. OCLC: 40961302
- Antonio Francesco Gori;  Liuba Giuliani: Type: Italian : Book Book Publisher: Roma : Consiglio nazionale delle ricerche, ©1987. OCLC: 20634181

## Análises
- Yvonne Regina Chavez: The flute and guitar duos of Mauro Giuliani Book: Tese/dissertação/monografia Publisher: 1991. (English) OCLC: 24571012
- Roger West Hudson: The orchestration of the guitar concerto : a comparison of the Concerto in A major, op. 30, by Mauro Giuliani and the Concierto del sol by Manuel Ponce. Type: English : Book Book : Tese/dissertação/monografia. Publisher: 1992.OCLC: 31118635
- Heike Vajen Rossiniana no. 6 op. 124 by Mauro Giuliani.Type: German : Book Book. Publisher: Celle : Moeck, (1986). OCLC: 46051295
- Volker Höh: Sonata op. 15 : Fingersatz by Mauro Giuliani. Type: Book Book Publisher: Celle : Moeck, 1989. OCLC: 46095695
- Horacio Ceballos: Sonata Op. 15 [Música] by Mauro Giuliani. Type: Spanish : Book Book. Publisher: Buenos Aires, Argentina : RICORDI, 1977. OCLC: 70134745
- Kurt L Schuster: Performing Joseph Haydn's Divertimento a quattro, opus 2, no. 2 and Mauro Giuliani's Grand sonata eroica, opus 150. Type: English : Book Book : Tese/dissertação/monografia. Publisher: 1989.: 20402277

## Partituras
- Rischel & Birket-Smith's Collection of guitar music 1 Det Kongelige Bibliotek, Denmark
- Boije Collection The Music Library of Sweden
- George C. Krick Collection of Guitar Music Washington University
- GFA Archive
- maurogiuliani.free.fr
- creativeguitar.org (sheetmusic largely compiled from the above primary sources)
- Free scores at the Mutopia Project

## Imagens de Giuliani
- Image (www.beethoven-haus-bonn.de)
- Images (NYPL Digital Gallery)
- Image (Gallica)
- image (ref.)